# Anomotodon
Anomotodon es un género extinto de elasmobranquios selacimorfos de la familia Mitsukurinidae, de la cual su único sobreviviente es el tiburón duende rosado. Apareció en el periodo Paleógeno, en el Eoceno, desapareciendo a principios del periodo Terciario, hace 55,8 millones de años.
Se alimentaba de calamares, crustáceos y moluscos, como las almejas. Vivía en aguas de alta profundidad entre los 1000 y 6500 metros de profundidad. Actualmente es una especie de la que se sabe muy poco debido a su forma de vida.
- Datos: Q8200363
- Multimedia: Anomotodon / Q8200363
- Especies: Anomotodon